# Missão Impossível
Mission: Impossible (bra/prt: Missão Impossível) é um filme de ação estadunidense de 1996 baseado na homônima série de TV dos anos 1960. Foi dirigido por Brian De Palma, teve Tom Cruise como o protagonista Ethan Hunt e Jon Voight interpretando Jim Phelps (o mesmo nome do personagem principal da série). Foi a terceira maior bilheteria do ano (atrás de Independence Day e Twister), com 457,7 milhões de dólares mundialmente.

## Elenco
- Tom Cruise como Ethan Hunt
- Jon Voight como Jim Phelps
- Emmanuelle Béart como Claire Phelps
- Henry Czerny como Eugene Kittridge
- Ving Rhames como Luther Stickell
- Jean Reno como Franz Krieger
- Kristin Scott Thomas como Sarah Davies
- Vanessa Redgrave como Max
- Emilio Estevez como Jack Harmen
- Dale Dye como Frank Barnes
- Marcel Lures como Alexander Golitsyn

## Recepção
Missão: Impossível teve uma recepção mista para positiva por parte da crítica especializada. Com base de 29 avaliações profissionais, alcançou uma pontuação de 59/100 no Metacritic. Com base em 64 avaliações profissionais, alcançou uma pontuação de 6/10 no Rotten Tomatoes.